# العروبة (مجلة)
العروبة مجلة لبنانية أسبوعية بدأت بالصدور في العام 1935، كانت تصدر قبل هذا التاريخ بعام واحد تحت اسم «منتصف الليل»، وكانت تضمّ ستّ عشرة صفحة، كتب فيها مشاهير الكتاب في لبنان.

## الغاية من هذه المجلة
كانت غايتها كما قال منشئها: «إيقاف العاملين في المهجر على شؤون بلادهم وما ينتابها من فعلات أولي الأمر فيها وهضم القوي للضعيف. كما ستأخذ على عاتقها خدمة الحقيقة، تتلمّسها أينما كانت، لا تراعي في السعي وراءها غضب الصديق ونقمة العدو، ونقد الأدب فيها هو الهدف الأساسي».